# Joris De Loore
Joris De Loore (Brugge , 21 april 1993) is een Belgisch tennisser.

## Tenniscarrière
De Loore speelt sinds 2011 tennis op het ATP circuit en komt vooral uit in de Challenger divisie. In 2016 steeg De Loore bijna 200 plaatsen op de ATP ranking. Zijn coach, die tevens de bondscoach van het België is riep hem mede hierdoor op en De Loore maakte zijn debuut in de Davis Cup aan de zijde van Ruben Bemelmans in de wedstrijd voor de play-offs om de wereldgroep tegen Brazilië.
De Loore en Ruben Bemelmans wonnen de wedstrijd tegen Marcelo Melo en Bruno Soares en verzekerden België met deze zege van het behoud in de Wereldgroep. Hierdoor kreeg De Loore tevens een wildcard voor het ATP-toernooi van Antwerpen. Hij verloor in de eerste ronde in drie sets van de Amerikaan Taylor Fritz. Als dubbelspeler kwam hij wederom samen met Bemelmans tevens uit in de eerste ronde van de Wereldgroep waar gewonnen werd van het Duitse dubbelduo Alexander Zverev en Mischa Zverev.
Eind november 2017 verloren De Loore en Bemelmans in het dubbel hun wedstrijd in de finale van de 106e Davis Cup tegen Frankrijk in Rijsel.
Door vele blessures speelde De Loore lang geen officiële wedstrijden meer na november 2018. Er volgden maar liefst zeven operaties in de loop der jaren: 2x de linkerknie, 1x de rechterelleboog, 1x de rechterteen, 1x de rechterhand, 1x de linkerpols en 1x de linkerheup. Na zijn laatste operatie in december 2020 begon hij vier maanden later toch weer te trainen en maakte hij zijn comeback in het Spaanse Gandia in juli 2021. Eind oktober 2021 won De Loore na vijf jaren nog eens ITF-tennistoernooi. In zeven matchen won hij in Toulouse het Futures-toernooi ondanks rugproblemen.

## Palmares
| Legenda                       | Legenda               |
| ----------------------------- | --------------------- |
| Grand Slam                    |                       |
| Olympische Spelen             |                       |
| tot 2009                      | vanaf 2009            |
| Tennis Masters Cup            | ATP Finals            |
| ATP Masters Series            | ATP Tour Masters 1000 |
| ATP International Series Gold | ATP Tour 500          |
| ATP International Series      | ATP Tour 250          |

### Enkelspel
| Nr.                  | Datum          | Toernooi | Ondergrond    | Tegenstander in finale | Score    | Details |
| -------------------- | -------------- | -------- | ------------- | ---------------------- | -------- | ------- |
| Verloren challengers |                |          |               |                        |          |         |
| 1.                   | 8 januari 2023 | Oeiras-1 | Hardcourt (i) | Filip Cristian Jianu   | 6-3, 6-2 |         |